# Megastigmus aculeatus
Megastigmus aculeatus är en stekelart som först beskrevs av Nils Samuel Swederus 1795.  Megastigmus aculeatus ingår i släktet Megastigmus och familjen gallglanssteklar. Arten är reproducerande i Sverige. Inga underarter finns listade i Catalogue of Life.